# Lénaïc Pépin
Lénaïc Pépin est un joueur français de volley-ball né le 5 novembre 1985 à Saint-Saulve (Nord). ll mesure 1,95 m et evolue au poste de central.

## Clubs
| Club                                 | Pays   | De        | A         |
| ------------------------------------ | ------ | --------- | --------- |
| VC Bellaing PH                       | France | 2006-2007 | 2007-2008 |
| Harnes Volley-Ball                   | France | 2008-2009 | 2009-2010 |
| Dunkerque Grand Littoral Volley-Ball | France | 2010-2011 | 2011-2012 |
| LISSP Calais                         | France | 2012-2013 | 2012-2013 |
| Cambrai Volley-Ball                  | France | 2013-2014 | 2014-2015 |
| Caudry Volley                        | France | 2015-2016 | 2017-2018 |
| Harnes Volley-Ball                   | France | 2018-2019 | 2020-2021 |

## Palmares
Champion de France Élite 2020-2021 contre Philippe Tuitoga (capitaine)